# Cingolo Bonagente

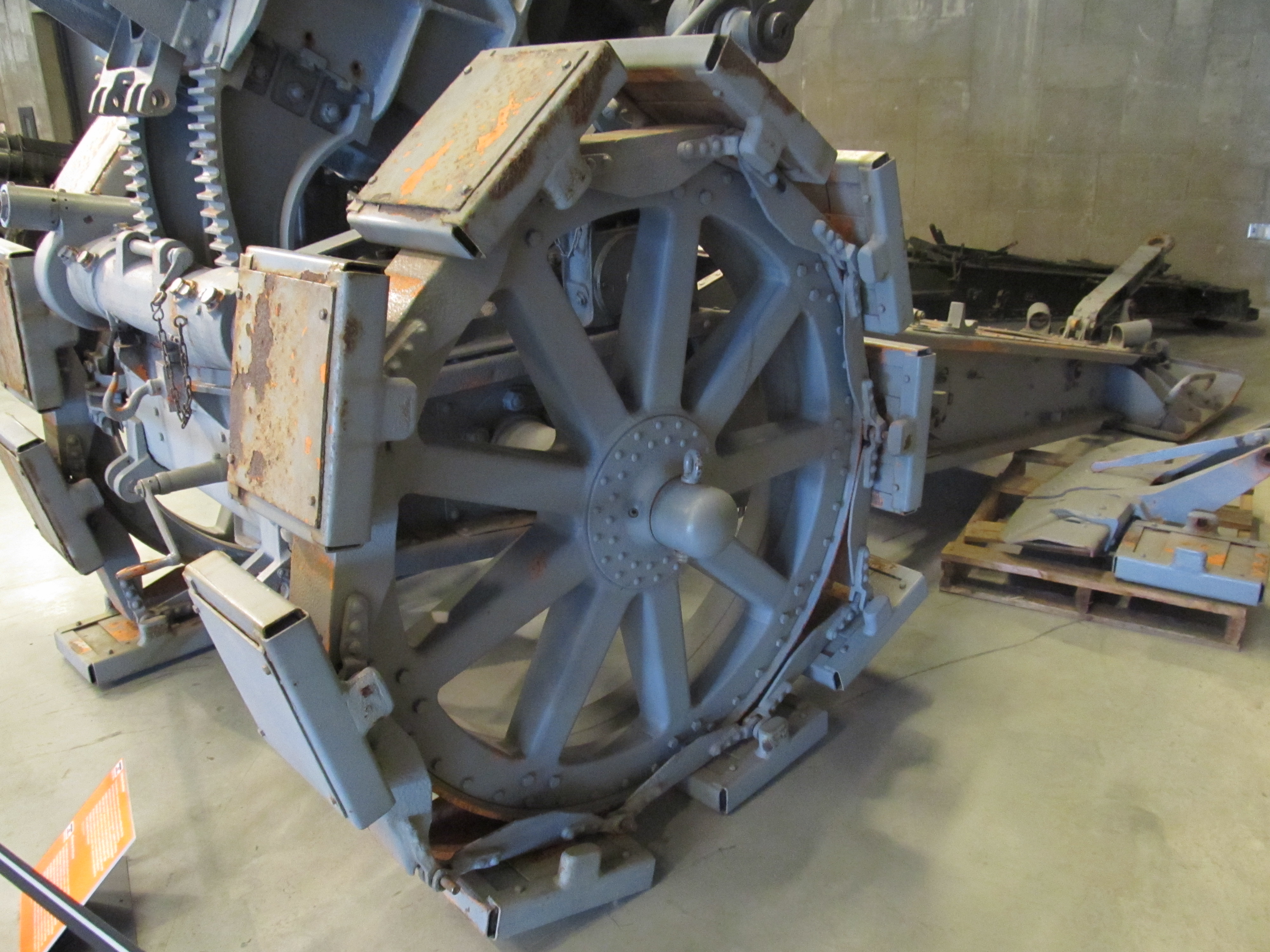
Particolare della ruota di un 21 cm Mörser 10 con cingolo Bonagente installato

I cingoli Bonagente o rotaie a cingoli erano un tipo di cingolo, applicabile alle ruote dei pezzi di artiglieria pesante, ideati nel 1904 dal maggiore di artiglieria Crispino Bonagente.

## Sviluppo e tecnica
Alla fine del XIX secolo le artiglierie erano dotate per lo più di ruote a raggi in legno, cerchiate in acciaio. Il peso crescente delle nuove armi, di calibro sempre più potente, aumentava la pressione specifica dei sottili battistrada metallici sul suolo e, soprattutto su terreni morbidi, i pezzi tendevano ad affondare durante gli spostamenti; per gli stessi motivi, per sparare dovevano essere approntate delle piattaforme di tiro in legno.
Il problema fu genialmente risolto dal maggiore del Regio Esercito italiano Crispino Bonagente. Egli ideò un sistema di piastre rettangolari, generalmente in legno, montate su supporti articolati tangenzialmente alla circonferenza della ruota. Per gravità, i singoli pannelli si piegavano in modo che almeno uno poggiava sempre completamente a terra. La pressione specifica era così drasticamente ridotta, permettendo il transito su terreni soffici e cedevoli e soprattutto rendendo superfluo l'impiego delle pesanti piattaforme di legno (dette paioli). Inoltre, nei più antiquati pezzi ad affusto rigido (senza freno di sparo), durante il rinculo la ruota girava con una velocità angolare maggiore all'interno del cingolo e l'attrito tra il battistrada ed il cingolo stesso dissipava parte dell'energia, riducendo la corsa di rinculo e il disallineamento del pezzo dopo ogni colpo.
Le rotaie a cingolo suscitarono immediatamente grande interesse presso i maggiori eserciti d'Europa: l'Impero tedesco ottenne l'invio di un prototipo italiano ed il Giappone li impiegò operativamente nella guerra contro la Russia. Durante la Grande Guerra, fu adottato praticamente da tutti i maggiori eserciti coinvolti, dal Regio Esercito (per esempio sui cannoni pesanti 149/23 e 149/35 e sui pezzi da assedio 210/8 D.S., 203/45 Mod. 1897, 305/17 ecc.) all'Armée de terre (155 mm L Mle. 1877, 155 mm L Mle. 1877, 155 mm L Mle 1917 GPF ecc.), dal Deutsches Heer (21 cm Mörser 10, Grande Berta) all'United States Army.
Già durante la guerra dal progetto di Bonagente derivarono i cingoli dei primi carri armati, che poi ebbero diffusione anche nel campo civile. Dal primo dopoguerra, la diffusione delle ruote semi-pneumatiche in gomma piena e poi degli pneumatici segnò il progressivo declino di cingoli Bonagente.